# شربت ذرت

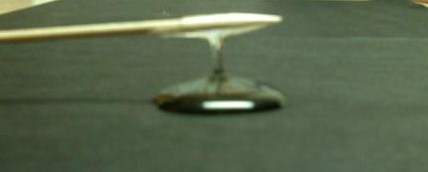
شربت ذرت بر روی یک سطح سیاه

شربت ذرت یک گونه شربت غذایی می‌باشد که از نشاسته ذرت تهیه می‌شود و بسته به گونه درجه‌بندی دارای مقادیر گوناگونی از مالتوز و الیگوساکاریدهای بالاتر است. شربت ذرت در غذاها برای نرم‌کردن بافت، حجیم‌کردن، جلوگیری از تبلور شکر و افزایش عطر و طعم اضافه می‌شود.
پژوهشگران باور دارند افزایش مصرف این ماده باعث شیوع دیابت نوع دوم، سندروم متابولیک و بیماری کبد چرب در انسان می‌شود.